# Mydas tibialis
Mydas tibialis är en tvåvingeart som först beskrevs av Christian Rudolph Wilhelm Wiedemann 1828.  Mydas tibialis ingår i släktet Mydas och familjen Mydidae. Inga underarter finns listade i Catalogue of Life.